# 菊崎貫一
菊崎 貫一（きくざき かんいち、1882年〈明治15年〉9月28日 - 没年不明）は、日本の商人（牛肉製氷商、牛肉商、生肉商、皮革商）、実業家、広島県多額納税者。菊崎牛皮筋骨類製造所、菊崎獣皮工場各代表。昭和罐詰合資会社無限責任社員。族籍は広島県平民。

## 経歴
広島県人・菊崎福次郎の三男。1910年、分家して一家を創立した。製皮業、缶詰製造販売業、屠牛業などを営んだ。

## 人物
貴族院多額納税者議員選挙の互選資格を有した。住所は広島市福島町。

## 家族・親族
菊崎家　
- 父・福次郎[5]（屠肉問屋[14]）
- 男・寛仁[5]（1906年 - ?、昭和罐詰合資会社有限責任社員[9]）
- 庶子[5]